# Ментівські війни. Харків
Ментівські війни. Харків — український телесеріал виробництва 1+1. Режисер Валеріан Рожко. Серіал має 3 сезони (2018, 2019, 2021).

## Сюжет
Трійця вірних своїй справі друзів - керівник карного розшуку Харківського ГУВС Андрій Гордієнко, Богдан Харченко та Дмитро Воронов кожен день приймають складні виклики кримінального світу: заплутані вбивства, збройні напади, підлість в рядах силовиків і небезпечні завдання. З холодним розумом вони завжди намагаються бути об'єктивними, але коли мішенню бандитів стають близькі люди, героям все важче уникати помилок.

## Актори
- Артем Позняк,

- Богдан Юсипчук,

- Сергій Лістунов[4],

- Тетяна Малкова
- Олексій Хільський
- Анастасія Рула
- Олексій Цуркан
- Андрій Макарченко
- Валерія Гуляєва
- Анастасія Рула
- Віталій Метерчук
- Олена Завгородня (Колесніченко)
- Дамір Сухов
- Володимир Шпудейко
- Михайло Кондратський
- Катерина Сергеєва
- Костянтин Добровольський
- Олена Ященко
- Маріанна Дружинець
- Дмитро Шапкін
- Ірина Гулей
- Дмитро Макляров